# 1536年海上罪行法令
《1536年海上罪行法令》（28 Hen 8 c 15）是英格蘭國會的一項法令。
整部法令由《1967年刑事法律法令》第10(2)條及附表3第I部廢除。